# Braun Strowman
Adam Joseph Scherr (Sherrills Ford, North Carolina, 6 september 1983), beter bekend als Braun Strowman, is een Amerikaans professioneel worstelaar die sinds 1 september 2022 onder contract bij de World Wrestling Entertainment ligt. Hij was reeds actief van 2013 tot aan 2021. 
Strowman is recordhouder wat betreft eliminaties in een enkele Royal Rumble met 13 stuks, alsmede in een Elimination Chamber match, waar hij 5 eliminaties aantekende. Beide prestaties dateren uit 2018. 
Strowman was in de beginjaren van zijn carrière lid van de worstelgroep The Wyatt Family. In 2018 won hij de Money in the Bank ladder match, maar wist deze overwinning niet om te zetten in winst van het WWE Universal Championship. Strowman is vooral bekend om zijn imposante lichaamsbouw, hij woog 175 kg en is 204 cm groot. Voor zijn professioneel worstelcarrière begon was hij enkele jaren sterkste man-deelnemer aan lokale, regionale en soms ook nationale (Verenigde Staten) of internationale wedstrijden. Vaak genoeg viel hij in de prijzen, echter behoorde hij niet tot de absolute top. Hij kwam wel dicht in de buurt van dat niveau. Strowman engageert zich achter de schermen voor verschillende doelen zoals Make-A-Wish. Strowman vervult daarbij wensen van terminaal zieke kinderen.

## Professionele worstel-carrière (2013-)

### World Wrestling Entertainment (WWE) (2013-2021)

#### Opleiding (2013-2015)
Voordat hij aan zijn professionele carrière begon, speelde hij American football voor de "Hickory Hornets". Uiteindelijk beoogde hij een carrière als "sterkste man" en won in 2011 het "NAS US Amateur National Championship". Voorts won Scherr enkele "Arnold Amateur Strongman Championships".
Scherr tekende begin 2013 een contract bij de WWE en werd opgeleid in het "WWE Performance Center" in Florida. Scherr nam al snel de ringnaam "Braun Strowman" aan en maakte zijn debuut in december 2014 in een wedstrijd tegen Chad Gable, waarin hij zegevierde. Scherr maakte zijn grote televisiedebuut als "Braun Strowman" tijdens een aflevering van Monday Night Raw op 24 augustus 2015. 

#### The Wyatt Family (2015-2017)

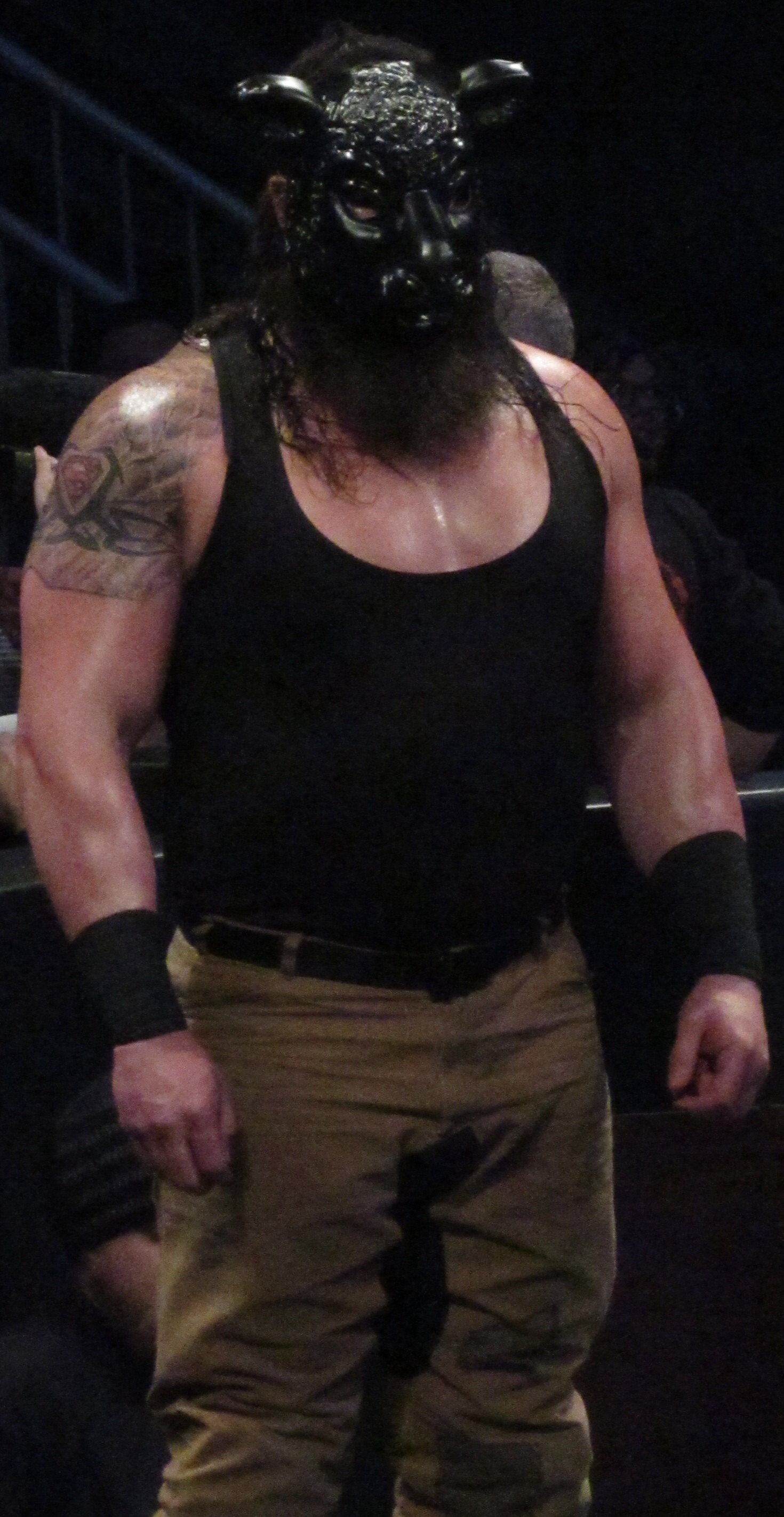
Braun Strowman in 2015, als lid van The Wyatt Family

Tijdens een wedstrijd van Bray Wyatt en Luke Harper tegen Roman Reigns en Dean Ambrose verscheen een debuterende Strowman. Strowman droeg een zwart schapenmasker en mengde zich toen in de wedstrijd. Strowman werd gepromoot als groot, sterk en "oppermachtig". Reigns stond versteld, maar hij wou toch het duel aangaan met Strowman. Strowman veegde (kayfabe) de vloer aan met Reigns, maar ook met Ambrose. Na die wedstrijd introduceerde Bray Wyatt hem als nieuw lid van zijn sinistere groep "The Wyatt Family". Erick Rowan was het vierde lid van de groep.
Strowman kreeg het aan de stok met Ambrose, wat resulteerde in een wedstrijd van "The Wyatt Family" tegen Ambrose, Reigns en een "mysterieuze" partner bij het evenement Night of Champions. Uiteindelijk maakte Chris Jericho zijn terugkeer naar de federatie na een half jaar afwezigheid. Deze tag team match werd gewonnen door Strowman en de "Wyatts", niet het minst omdat Jericho zichzelf in de wedstrijd bracht (jargon: tag) net op het moment dat Reigns klaarstond om Strowman ernstige schade toe te brengen. Strowman viel met "The Wyatt Family" vele bekende worstelaars aan, zoals Daniel Bryan en Randy Orton - respectievelijk. Beiden lieten zich "bekeren" door de "Wyatts", maar verlieten de groep enkele weken/maanden later. In januari 2016 elimineerde Strowman drie worstelaars van zijn gewichtsklasse in de Royal Rumble, met name Mark Henry, Big Show en Kane. Uiteindelijk werd hij geëlimineerd door Brock Lesnar. 
"The Wyatt Family" verloor in februari 2016 van Big Show, Kane en Ryback bij het evenement Fastlane, maar ze namen wraak tijdens een aflevering van Monday Night Raw in een herkansing. Strowman verscheen op 3 april 2016 bij het evenement WrestleMania 32, in een scène waarin Dwayne "The Rock" Johnson en John Cena met "The Wyatt Family" in de clinch gingen. Op 1 mei 2016 was "The Wyatt Family" voorzien in een wedstrijd tegen "The League of Nations" (Alberto Del Rio, Wade Barrett, Rusev & Sheamus) bij het evenement Payback, maar dit werd geannuleerd nadat Bray Wyatt een wezenlijke blessure opliep. In juli 2016 startte "The Wyatt Family" een verhaallijn naast The New Day (Kofi Kingston, Big E Langston & Xavier Woods), die ze versloegen in een 6-man tag team match bij het evenement Battleground. 
Toen in de zomer van 2016 de federatie zijn oude Draft-systeem terug invoerde, werd "The Wyatt Family" door de loting uit elkaar gehaald. Strowman en Luke Harper worstelden voortaan uitsluitend in het programma Raw, terwijl Bray Wyatt en Erick Rowan te zien waren in het programma Tuesday Night SmackDown! Live. Hierdoor begon Strowmans solocarrière. Hij bleef ongeslagen in rechtstreekse duels tot 5 maart 2017, toen hij werd verslagen door Roman Reigns bij het evenement Fastlane. 

#### Begindagen van "The Monster Among Men" (2016-2017)

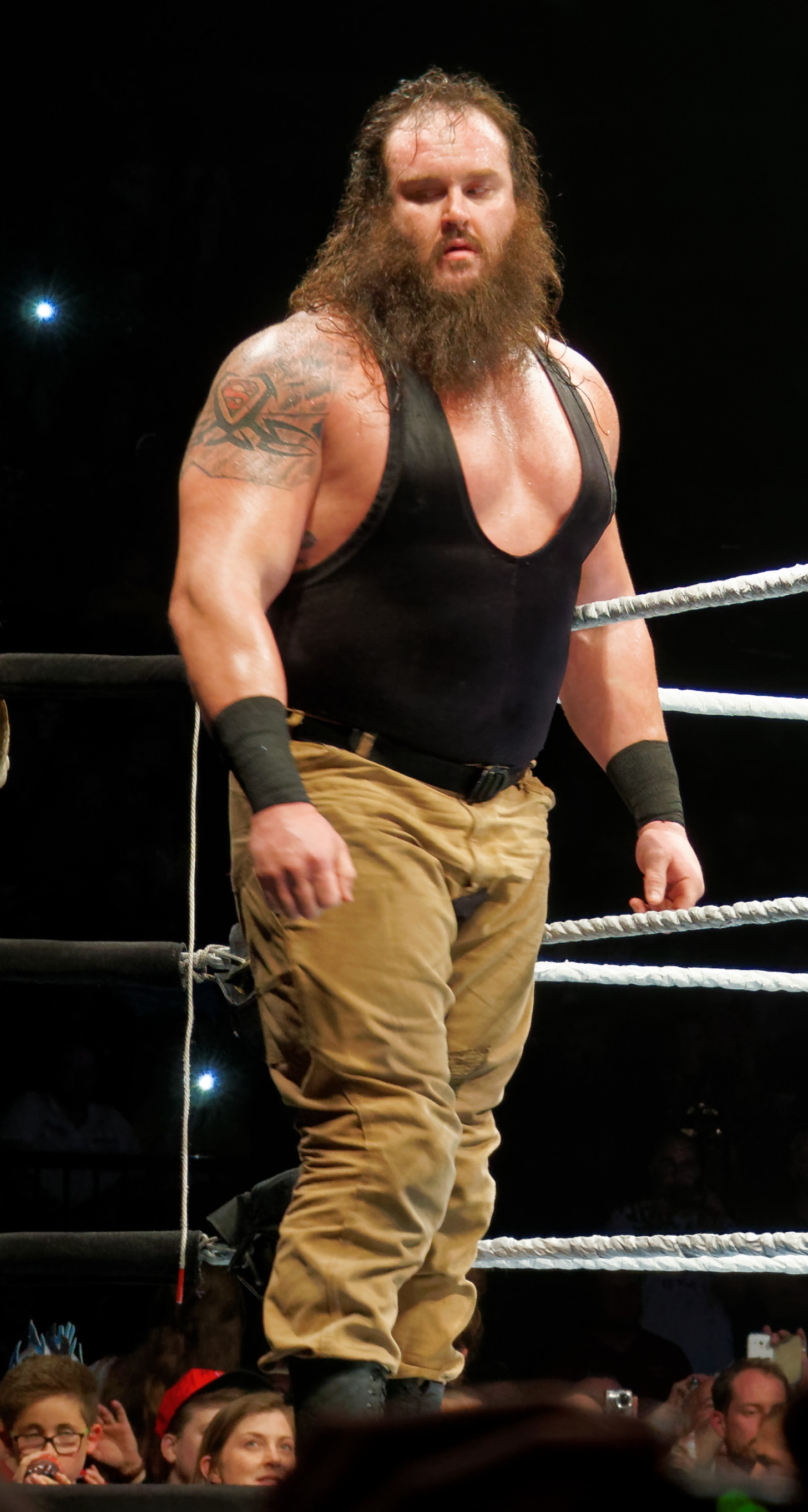
Braun Strowman in 2016

Strowman versloeg Sami Zayn in november 2016 voor een plekje in Team Raw met het oog op de 5-tegen-5-eliminatiewedstrijd bij het evenement Survivor Series. Tijdens de feitelijke gebeurtenis was hij echter de eerste worstelaar die werd geëlimineerd. Een wedstrijd tussen Strowman en Zayn werd aangekondigd in een aflevering van Raw op 13 december. Hij kreeg tien minuten om Zayn te verslaan, maar slaagde hier niet in. Op 2 januari 2017 versloeg hij Zayn in een "Last Man Standing"-wedstrijd (NB: eerste worstelaar die niet binnen 10 seconden opstaat, verliest). 
Strowman participeerde in de Royal Rumble van 2017, maar verloor. Hij werd geëlimineerd door Baron Corbin. Tot ontevredenheid van Strowman kreeg hij (kayfabe) "te zwakke" tegenstanders - naar zijn mening -, die door toenmalig 'Raw General Manager' Mick Foley werden uitgekozen. In het voorjaar van 2017 kreeg Strowman het uiteindelijk aan de stok met Roman Reigns. Na elk gevecht dat Strowman winnend afsloot kwam Reigns naar de ring om hem aan te vallen, wat meestal in het nadeel van Reigns afliep. Samen met Reigns en Samoa Joe daagde hij de WWE Universal Champion Brock Lesnar uit bij het evenement SummerSlam, maar hij was - net als de anderen - niet in staat Lesnar te verslaan. 
Op een gegeven moment werd de competitie voor Strowman sterker, vooral na het verdwijnen van Mick Foley als 'General Manager'. Eerst versloeg hij Mark Henry, die in het verleden steeds werd aangekondigd als "World's Strongest Man", en de week erna versloeg hij Big Show. Tijdens een van zijn wedstrijden met Big Show bezweek de ring onder het gewicht, meer bepaald na een manoeuvre van Strowman vanop de bovenste spanschroef. Door deze overwinningen en andere omstandigheden werd Strowman plots de voornaamste tegenstander van Reigns. Strowmans acties leverden hem een bijnaam op: "The Monster Among Men". 
Reigns versloeg The Undertaker bij het evenement WrestleMania 33, waarna Strowman zich opwierp als uitdager. Tijdens een aflevering van Raw op 19 april 2017 lukte het Strowman niet om Reigns te verslaan. Reigns verpestte Strowman's wedstrijd voor het WWE Universal Championship tegen Kevin Owens. Enkele weken later gooide hij Reigns over en door diverse voorwerpen heen en bezorgde hij Reigns gekneusde ribben en een letsel aan zijn schouder. Vervolgens nam Strowman het op tegen Reigns bij het evenement Payback, waar hij Reigns versloeg. Na de wedstrijd viel hij Reigns opnieuw aan, waarna hij onder begeleiding de ring verliet. 
In november 2017 nam Strowman met "Team Raw" de scalp van "Team SmackDown" bij het evenement Survivor Series, met dank aan zijn gereputeerde teamgenoot Triple H. Die laatste negeerde echter Strowman, wat hem niet in dank werd afgenomen. Strowman kon het niet waarderen dat Triple H met de eer wou gaan strijken. Triple H toonde later angst voor Strowman. Ondanks de spanning tussen Strowman en Triple H, kwam het nooit tot een rechtstreekse ontmoeting op pay-per-view. 

#### Mr. Money in the Bank (2018-2019)
In tegenstelling tot zijn periode als lid van The Wyatt Family steeg de populariteit van Strowman. Strowman verloor in januari 2018 net als Kane van Brock Lesnar voor het WWE Universal Championship bij het evenement Royal Rumble. In februari 2018 nam Strowman deel aan een unieke Elimination Chamber match met 7 deelnemers - geen 6, zoals gebruikelijk. Strowman elimineerde iedereen - 5 eliminaties, een record - behalve Roman Reigns, waarna die laatste door fans werd getrakteerd op een striemend fluitconcert als gevolg van de jarenlange controverse rond Reigns. Strowman veroverde het WWE Raw Tag Team Championship met een jonge fan, Nicholas, bij het evenement WrestleMania 34.
Strowman verbrak in april 2018 het record van Reigns wat betreft eliminaties in een enkele Royal Rumble, bij het evenement The Greatest Royal Rumble in Saudi-Arabië. Strowman liet 13 eliminaties optekenen. Strowman won op 17 juni 2018 de Money in the Bank ladder match voor een kans op het WWE Universal Championship. Strowman kon gedurende het jaar een koffer met een (kayfabe) wedstrijdcontract indienen tijdens een wedstrijd van de toenmalige kampioen, Roman Reigns. Onder andere Reigns' worstelgroep The Shield heeft dat echter meermaals verhinderd. Strowman kon zijn Money in the Bank-koffer uiteindelijk niet succesvol gebruiken. In september 2018 eindigde een Hell in a Cell match tussen Strowman en Reigns onbeslist. Op 7 april 2019 won Strowman de 6e editie van de "André the Giant Memorial Battle Royal" bij het evenement WrestleMania 35.
Op 2 juni 2021, is Strowman vrijgegeven van zijn contract door WWE. Per 1 september 2022 heeft hij weer een contract bij de WWE.

## Sterkste Man
- 1e North American Strongman Nationals 2009: 16e
- Arnold Amateur World Championship 2009: 15e
- Monsters of the Midland 2010: 1e
- Europa Battle of Champions 2010: 3e
- Central GA Strongest Man 2011: 1e
- Summer Fest Strongest Man 2011: 1e
- West Carry Fall Festival of Power 2011: 1e
- North American Strongman Nationals 2011: 1e
- Arnold Amateur World Championships 2012: 1e
- Arnold Strongman Classic: 10e

## In het worstelen
- Finishers
  - Chokeslam
  - Yokosuka Cutter
  - Running Powerslam
- Kenmerkende bewegingen
  - Military Press
  - Standing hip toss
  - Big boot
  - Standing body block
  - Shoulder Block
  - Bear Hug
- Managers
  - Bray Wyatt (leider van The Wyatt Family) tot medio 2016

## Prestaties
- Pro Wrestling Illustrated
  - Gerangschikt op nummer 6 van de top 500 worstelaars in de PWI 500 in 2018[6]
- Sports Illustrated
  - Gerangschikt op nummer 5 van de 10 worstelaars in 2017[7]
- Wrestling Observer Newsletter
  - Most Improved (2017)[8]
  - Worst Feud of the Year (2020) vs. Bray Wyatt
  - Worst Match of the Year (2020) vs. Bray Wyatt bij The Horror Show at Extreme Rules
- WWE
  - 30th Triple Crown Champion
  - WWE Universal Championship (1 keer)
  - WWE Intercontinental Championship (1 keer)
  - WWE Raw Tag Team Championship (2 keer) – met Nicholas (1) en Seth Rollins (1)
  - WWE SmackDown Tag Team Championship #1 Contender Tournament (2023) – met Ricochet
  - WWE Greatest Royal Rumble
  - Men's Money in the Bank (2018)
  - André the Giant Memorial Battle Royal (2019)
  - WWE Year-End Award for Male Superstar of the Year (2018)

## Trivia
- Strowman zou 15.000 calorieën per dag eten, 5 keer meer dan het aanbevolen gemiddelde.[9]